# Megyeri Olga
Megyeri Olga, N. Megyeri Olga, Megyery Olga, született: Megyeri Erzsébet Olga (Erzsébetfalva, 1894. november 19. – Budapest, 1960. június 2.) színésznő, drámai naiva, majd szende.

## Élete
Édesapja Megyeri József, édesanyja Markó Zsuzsanna.
1912-ben végezte el Rákosi Szidi színésziskoláját és egyből szerződést is kapott Polgár Károly pozsonyi társulatához. 1913. május 5-én Kaposvárott feleségül ment Nagy Pál színészhez. Még abban az évben Nádassy Józsefhez szerződtek Szabadkára, majd 1920-ban Andor Zsigmond (székesfehérvári színház), 1921 tavaszától pedig már Bodonyi Béla (Sopron-Szombathely) volt az igazgatójuk.
Az 1922/23-as évadra a Várszínházhoz, 1925-ben soproni színészként a Városi Színházhoz szerződött. 1929 júniusában Rákosszentmihályon lépett föl férjével, Deák Lőrinc társulatában.
Második férje Bankós Lajos (Kecskemét, 1897. február 17. – Budapest, 1961. június 21.) volt, akivel 1952-ben Zircen kötött házasságot.